# 北乃きい
北乃 きい（きたの きい、1991年〈平成3年〉3月15日 - ）は、日本の女優。神奈川県横須賀市出身。フォスタープラス所属。中国語表記は北乃 绮。

## 略歴
2005年（平成17年）3月1日、ティーン向けのファッション雑誌『Hana*chu→』（主婦の友社）4月号で新モデルとして登場し、専属モデルを務める。同年、ミスマガジン2005グランプリを獲得。当時14歳であり、ミスマガジン史上最年少および平成生まれ初のグランプリ受賞者となる。同年7月17日、ドラマ『恋する日曜日「夏の記憶」』で単発ドラマ初主演。
2007年、映画『幸福な食卓』の中原佐和子役で映画初主演。1月27日、バラード曲「桜舞う」を着うた配信限定でリリースし、歌手業にも挑戦。6月、ドラマ『ライフ〜壮絶なイジメと闘う少女の物語〜』の椎葉歩役で、連続ドラマ初主演。
また、第86回全国高等学校サッカー選手権大会の応援マネージャーを務めた。堀北真希、新垣結衣に続く3代目となったが、同大会のテレビ中継主幹局である日本テレビ以外の放送局が制作したドラマでブレイクした女優が選ばれたのは、北乃が初である。
2008年、『幸福な食卓』で第31回日本アカデミー賞新人俳優賞、第29回ヨコハマ映画祭最優秀新人賞、第17回東京スポーツ映画大賞新人賞を、『ライフ』で第45回ゴールデン・アロー賞新人賞を受賞。
2010年2月24日、avex traxからシングル「サクラサク」でCDデビューを果たした。
2011年1月、第25回日本ゴールドディスク大賞「ザ・ベスト5ニュー・アーティスト」（邦楽部門）に選出。2011年にドラマ『トイレの神様』にて植村花菜役を演じ、ドラマ『アンフェア』のスピンオフ作品となるドラマ『アンフェア（ダブル・ミーニング）』シリーズに主演。
2012年5月23日放送の『ヒルナンデス!』にてケガをしているとコメント、25日発売の雑誌『フライデー』にて足の靭帯を損傷していることが報道され、6月6日付の公式ブログで足を痛めていることを発表した。
2014年9月29日、関根麻里の後任として日本テレビ系『ZIP!』の総合司会を担当する。
2015年5月、『ザ・テノール 真実の物語』で第20回ミラノ国際映画祭の助演女優賞にノミネートされる。
2018年5月、『人形の家』で舞台初主演。また歌唱力を活かして、戯曲リーディング『イザ ぼくの運命のひと / PICTURES OF YOUR TRUE LOVE』 イザ 役で主演、ミュージカル「ハル」ではヒロイン。
近年は舞台作に多く参加し、2019年『ウエスト・サイド・ストーリー』、2020年にはシェイクスピア喜劇『真夏の夜の夢』に出演する。
2022年、連続ドラマ『おじさんが私の恋を応援しています（脳内）』主演。2023年、映画『おしょりん』に主演した。

## 人物

### 家族
- 両親が再婚同士で双方に連れ子がいる。2021年1月に29歳10か月年下の妹が誕生し、11人きょうだいとなっていることを、同年3月21日に出演した『行列のできる法律相談所』（日本テレビ）で公表している[31]。
- 北乃自身は祖父母の家で育てられたが[32]、2007年に祖父を、2008年に祖母を亡くしており、お財布には祖父母の写真を入れている[33]。

### 仕事
- 2009年（平成21年）に日出高等学校卒業[34]。同級生に菊地亜美がおり、菊地宅で高校時代の同級生と19歳の誕生日パーティを行った[35][36]。
- 中学生時代[注 4]の部活はテニス部。この他、体操部、野球部のそれぞれのマネージャーも掛け持ちしていたことがあった[37]。
- 中学校時代にいじめを受けた経験があり、そんなときにすえのぶけいこの漫画『ライフ』に出会い、後に『ライフ』がドラマ化する際にいじめを受けるヒロイン、椎葉歩を演じることとなった。「立ち向かっていく歩の姿にすごく勇気をもらった」[38]こと、また、「学校を休んだら負け」と思っていたこと、「そのとき出会った友人に勇気を貰ったことが、自分にもあてはまる」と、『ライフ』制作発表で語った[39]。
- 『ZIP!』出演時は2時半起床で3時に局入りし、新聞全紙に目を通していた。それまで苦手だった政治、経済のニュースにも触れ、知識は格段に増えたという。また、『ZIP!』出演における悩みを『ZIP!』の後にNHK総合テレビで放送される『あさイチ』のキャスターを務めるV6の井ノ原快彦に言っていた[40]。

### 趣味・特技・好み
- 趣味・特技は中国語[4]、クラシックバレエ[3][4]、ピアノ[3]。バレエは小学1年生からやっていて、一時本気でバレリーナになりたく、ロシア留学もしたいとまで思っていたことがあった[37]。
- 大の格闘技好きで、理想の男性はK-1のブアカーオ・ポー・プラムック[41]。
- 「野球好き」を自任しており[42]、中学校では野球部のマネージャーだった[42]。
- ひとり旅で、「関西に友達はいないけど、よく大阪に。かわいい洋服を買いにアメリカ村行って、甲賀流たこ焼き買って（店の前の）三角広場（三角公園）で食べてます、一人で」とサンケイスポーツに答えている[43]。
- 2019年7月に『今夜くらべてみました』（日本テレビ系列）に出演した際、ゲーム機本体の収集癖を暴露した。「ゲーム機に色気を感じる」と語り、ゲームをプレイするよりもゲーム機本体を飾って見て楽しむという。約50台のゲーム機を所有している。番組内ではゲーム機の匂いを嗅いで興奮する様も見せた[44][45][46][47]。
- 2020年現在、独身であるが、結婚については全く焦りがなく「現世は一生独身でもいい。」と語っている[48]。

## 受賞歴
2008年
- 第31回日本アカデミー賞 新人俳優賞（『幸福な食卓』）
- 第29回ヨコハマ映画祭 最優秀新人賞（『幸福な食卓』）
- 第17回東京スポーツ映画大賞 新人賞（『幸福な食卓』）
- 第45回ゴールデン・アロー賞 新人賞（『ライフ』）

2011年
- 第25回 日本ゴールドディスク大賞「ザ・ベスト5ニュー・アーティスト」（邦楽部門）

2015年
- 第20回 ミラノ国際映画祭 助演女優賞  ノミネート（『ザ・テノール 真実の物語』）

## 出演

### 映画
- 夏の記憶（2005年12月3日、スローラーナー） - 主演・美夏 役[50]
- ユビサキから世界を（2006年7月） - ウタ 役[51]
- 幸福な食卓（2007年1月27日、松竹） - 主演・中原佐和子 役[52]
- スピードマスター（2007年8月25日、ショウゲート） - 桜井まひろ 役[53]
- ポストマン（2008年3月22日、ザナドゥー） - 海江田あゆみ 役[54]
- ゲゲゲの鬼太郎 千年呪い歌（2008年7月12日、松竹） - ヒロイン・比良本楓 役[55]
- ラブファイト（2008年11月15日、東映） - 主演・西村亜紀 役（林遣都とのW主演）[56]
- ハルフウェイ（2009年2月21日、シネカノン） - 主演・紺野ヒロ 役（岡田将生とのW主演）[57]
- BANDAGE バンデイジ（2010年1月16日、東宝） - 主演・アサコ 役（赤西仁とのW主演）[58]
- 武士道シックスティーン（2010年4月24日、ゴー・シネマ） - 主演・西荻早苗 役（成海璃子とのW主演）[59]
- ラブコメ（2010年9月25日、ショウゲート） - 永峰涼子 役[60]
- 犬とあなたの物語 いぬのえいが（2011年1月22日、アスミック・エース） - 奈津子 役[61]
- ケンとメリー 雨あがりの夜空に（2012年11月9日、セディックインターナショナル / 電通） - 片倉緑 役[62]
- コドモ警察（2013年3月20日、東宝映像事業部） - 絵里子 役[63]
- 爆心 長崎の空（2013年7月20日、パル企画） - 主演・門田清水 役 [64]
- 上京ものがたり（2013年8月24日、ファントム・フィルム） - 主演・高原奈都美 役[65]
- ヨコハマ物語（2013年11月16日、オフィスキタ） - 主演・松浦七海 役（奥田瑛二とのW主演）[66][67]
- 僕は友達が少ない（2014年2月1日、東映） - 主演・三日月夜空 役（瀬戸康史とのW主演）[68]
- ザ・テノール 真実の物語（2014年10月11日、「ザ・テノール　真実の物語」プロジェクト） - 美咲 役[21]
- 先生と迷い猫（2015年10月10日、クロックワークス）- 松川真由美[69]
- TAP THE LAST SHOW（2017年6月17日、東映） - 森華 役
- おしょりん（2023年11月3日、KADOKAWA） - 主演・増永むめ 役[29][30][70]
- てっぺんの剣（2024年11月15日〈9月27日大分先行公開〉、シンカ） - 主演・結衣 役（本郷奏多とのW主演）[71][72][73]

### 劇場アニメ
- 劇場版ポケットモンスター ダイヤモンド&パール アルセウス 超克の時空へ（2009年7月18日、東宝） - シーナ 役[74]

#### 吹替
- チェブラーシカ（2010年12月18日、東宝） - マーシャ 役[75]

### テレビドラマ

#### 連続ドラマ
- 連続テレビ小説（NHK）
  - 純情きらり（2006年4月3日 - 9月30日） - 有森笛子 役（少女時代）[76]
  - なつぞら 第36話 - 最終話（2019年5月11日 - 9月28日） - 阿川（柴田）砂良 役[77][78][注 5]
- 14才の母（2006年10月11日 - 12月20日、日本テレビ） - 久保田恵 役[79]
- 『ライフ〜壮絶なイジメと闘う少女の物語〜』（2007年6月30日 - 9月15日、フジテレビ） - 主演・椎葉歩 役[7]
- 太陽と海の教室（2008年7月21日- 9月22日、フジテレビ） - 白崎凛久 役[80]
- 救命病棟24時 第4シリーズ（2009年8月11日 - 9月22日、フジテレビ） - 鴨井千夏 役[81]
- ドラマ10　八日目の蝉（2010年3月30日 - 5月4日、NHK総合） - 秋山恵理菜（＝薫） 役[82]
- 流れ星（2010年10月18日 - 12月10日、フジテレビ） - 岡田マリア 役[83]
- スクール!!（2011年1月16日 - 3月20日、フジテレビ） - ヒロイン・武市かの子 役[84]
- アンフェア（ダブル・ミーニング）シリーズ（関西テレビ） - 主演・望月陽 役
  - アンフェア the special〜ダブル・ミーニング 二重定義〜（2011年9月23日）[16]
  - ダブル・ミーニング Yes or No?（2013年3月1日）[14]
  - ダブル・ミーニング～連鎖（2015年9月15日）[15]
- クレオパトラな女たち（2012年4月18日 - 6月6日、日本テレビ） - 岸谷葵 役[85]
- 天使はモップを持って（2013年5月4日 - 25日、NHK BSプレミアム） - 主演・キリコ 役[86]
- クロスロード（2016年2月25日 - 3月31日、NHK BSプレミアム） - 板垣泉 役[87]
- ドラマW「社長室の冬 -巨大新聞社を獲る男-」（2017年4月30日 - 5月28日、WOWOW） - 高鳥亜都子 役[88]
- あなた犯人じゃありません（2021年1月8日 - 3月5日、テレビ東京） - 泉 役[89]
- 剣樹抄〜光圀公と俺〜（2021年11月5日 - 12月24日、NHK BSプレミアム） - おこん 役[90]
- おじさんが私の恋を応援しています（脳内）（2022年2月14日 - 4月4日、TOKYO MX） - 主演・宮下まつり 役[27]
- 汝の名（2022年4月6日 - 5月25日、テレビ東京） - 主演・麻生久恵 役（山崎紘菜とのW主演）[注 6][91]
- シネコンへ行こう!（2022年7月4日 - 9月26日、BS松竹東急） - 中塚香織 役[92]
- 勝利の法廷式（2023年4月13日 - 6月15日、読売テレビ・日本テレビ） - 早乙女花 役[93]
- 育休刑事（2023年4月18日 - 6月20日、NHK総合・NHK BS4K） - 秋月沙樹 役[94]
- 極限夫婦 第7話 - 第10話 第3章「北斗夫婦の場合」（2024年3月1日[95] - 22日、関西テレビ） - 主演・北斗亜紀 役[96][97]
- 風のふく島 第6話（2025年2月15日、テレビ東京） - 朝比奈三咲 役　※第6話主演[98]
- しあわせは食べて寝て待て（2025年4月1日 - 5月27日、NHK総合） - 反橋りく 役[99]

#### スペシャルドラマ・単発ドラマ
- 恋する日曜日セカンドシリーズ 第16話「夏の記憶」（2005年7月17日、BS-i） - 主演・橋本美夏 役[100]
- ショートフィルム道 東京少女 第1話「東京変身少女」（2006年8月6日、BS-i） - 主演・花 役[101]
- ツナガルココロ 〜3つの愛の物語〜（2007年9月29日、中京テレビ） - 主演・佐藤愛 役[102]
- メルドラ'08（2008年3月20日、中京テレビ） - 番組ナビゲーター
- 世にも奇妙な物語 08春の特別編「透き通った一日」（2008年4月2日、フジテレビ） - 主演・下山純子 役[103]
- 卒うた 第3夜「奏」（2010年3月3日、フジテレビ） - 主演・前嶋由梨香 役[104][105]
- ブカツ道 スピンオフドラマ（映画『武士道シクスティーン』） 
  - #2 北乃きい篇I「お茶の香り」（茶道部）（2010年4月11日、WOWOW）- 主演・小川菜々 役[106][107]
  - #4 北乃きい篇II「しあわせの味」（家庭科部）（2010年4月18日）- 主演・関美鈴 役[108][107]
- 恋する日本語（2010年8月18日、NHK総合）[109]
- トイレの神様（2011年1月5日、毎日放送） - 主演・植村花菜 役[13]
- 金曜プレステージ特別企画・悪党（2012年11月30日、フジテレビ） - はるか 役[110]
- 松本清張ドラマスペシャル・三億円事件（2014年1月18日、テレビ朝日） - 小林ユカ 役[111]
- ドラマスペシャル 家政婦は見た!（2014年3月2日、テレビ朝日） - 中村朱実 役[112]
- 終戦記念スペシャルドラマ・命ある限り戦え、そして生き抜くんだ（2014年8月15日、フジテレビ） - 小鈴 役[113]
- ほんとにあった怖い話 15周年スペシャル「犯人は誰だ」（2014年8月16日、フジテレビ） - 熊谷美咲 役[114]
- 藤沢周平新ドラマシリーズ「橋ものがたり－小ぬか雨－」（2017年10月22日、BSスカパー!） - 主演・おすみ 役[115]
- ドラマスペシャル アガサ・クリスティ「予告殺人」（2019年4月14日、テレビ朝日） - 立花詩織 役[116]
- BS-TBS開局20周年記念ドラマ「伴走者」（2020年3月15日、BS-TBS） - 高倉真希 役[117]
- 刑事アフター5（2020年10月1日、テレビ朝日） - 増川琴美 役[118]
- 5分後に意外な結末 第1週「呪いの指輪」（2022年9月22日、読売テレビ・日本テレビ） - 青木薫 役[119]
- 孤独のグルメ2022大晦日スペシャル 年忘れ、食の格闘技。カニの使いはあらたいへん。（2022年12月31日、テレビ東京） - 小林真奈 役[120]
- テレビ熊本ドキュメンタリードラマ 郷土の偉人シリーズ第32作『夏目漱石〜吾輩が愛した肥後の国より〜』（2025年1月19日〈予定〉、テレビ熊本） - 夏目鏡子 役[121]
- 鬼平犯科帳 老盗の夢（2025年2月8日、時代劇専門チャンネル） - おとよ 役[122]

#### ゲスト出演
- イロドリヒムラ 第5話 「鎖国ガール」（2012年11月12日、TBS） - 平井歩夢 役[123]
- 海の上の診療所 第6話（2013年11月18日、フジテレビ） - 岡崎泉 役[124]
- 未解決の女 警視庁文書捜査官 Season2 第6話・最終話（2020年9月10日・17日、テレビ朝日） - 杉山貴子 役[125][126]
- 悪女（わる）〜働くのがカッコ悪いなんて誰が言った?〜 第7話（2022年5月25日、日本テレビ） - 根津緑 役[127]
- 嘘解きレトリック 第4話・第5話（2024年10月28日・11月4日、フジテレビ） - 端崎雅 役[128]

### 配信ドラマ
- Still life（2010年4月5日 - 26日、au LISMO Channel月曜ドラマ内） - 主演・ナツミ 役
- Sweet 9 Flowords -愛しい9の花言葉-（2010年8月2日 - 9月27日、au LISMO Channel月曜ドラマ内） - 永峰涼子 役
- 虹の向こうへ（2010年11月1日 - 2011年1月31日、NTTドコモ BeeTV） - 主演・片瀬七海 役
- 銀魂 -ミツバ篇-（2017年7月15日 - 、dTV） - 沖田ミツバ 役[129]
- 御手洗家、炎上する（2023年7月13日、Netflix） - クレア 役[130]
- 162のキセキ（2024年1月 - 3月、福井県、YouTube「ふくい移住」チャンネル） - 主演・広津エリ 役[131]

### テレビ番組
- 北乃きいのサッカー魂（2007年12月29日 - 2008年1月14日、日本テレビ）
- 天才!志村どうぶつ園 「北乃きいとウーリーモンキーつよしの絆物語」（2010年5月15日 - 8月14日、日本テレビ）
- テレビで中国語（2013年4月2日 - 2014年3月27日、NHKEテレ） - ナビゲーター
- ZIP!（2014年9月29日 - 2016年9月30日、日本テレビ） - 総合司会

### ラジオ
- SCHOOL OF LOCK! （JFN・TOKYO FM）
  - GIRLS LOCKS! 毎月4週目レギュラーパーソナリティ、新聞部部長 （2009年2月23日 - 2010年12月）
  - GIRLS LOCKS! 毎月2週目レギュラーパーソナリティ、新聞部部長 （2011年1月 - 2012年3月15日）
- NHKオーディオドラマ・FMシアター
  - カウント2.9! (2019年6月22日、NHK-FM・再放送 2020年5月4日、NHK R1) - 主人公・河村晴香 役[132][133]
  - さよなら、わたしの神様（2021年9月25日、NHK-FM） - 主人公・サキ 役[134]
- NHK-FM 朗読の世界 朗読[135]
  - 吉本ばなな 「キッチン」(1)～(30)
    - 「 キッチン」第1回～第9回 (2024年9月16日～9月26日)
    - 「満月-キッチン2」 第1回～第14回(2024年9月26日～10月15日)
    - 「ムーンライト・シャドウ」 第1回～第8回 (2024年10月16日～10月25日)

### 舞台
- 雪之丞一座〜参上公演 ロック☆オペラ「サイケデリック・ペイン」（2012年8月22日 - 9月11日、サンシャイン劇場 / 9月22日 - 24日、森ノ宮ピロティホール） - ソフィ 役[136]
- りゅーとぴあプロデュース『人形の家』（2018年5月14日 - 20日、東京芸術劇場、 / 5月23日 - 24日、兵庫県立芸術文化センター） - 主演・ノラ 役[22][137]
- 劇団た組。『心臓が濡れる』（2018年7月5日 - 16日、すみだパークスタジオ倉） - 主演・会田栞 役（柄本時生とのW主演）[138][139]
- 戯曲リーディング『イザ ぼくの運命のひと / PICTURES OF YOUR TRUE LOVE』（2018年12月8日・9日、世田谷パブリックシアター シアタートラム） - 主演・イザ 役[23]
- ミュージカル「ハル」（2019年4月1日 - 14日、TBS赤坂ACTシアター / 22日 - 28日、梅田芸術劇場 メインホール） - ヒロイン・真由 役[24]
- ウエスト・サイド・ストーリー（2019年11月6日 - 2020年1月13日、IHIステージアラウンド東京） - ヒロイン・マリア 役（笹本玲奈とのWキャスト）[25]
- 朗読劇「青空」（2020年1月31日、俳優座劇場） - 麦（柴犬） 役[140]
- 真夏の夜の夢（2020年10月15日 - 11月1日、東京芸術劇場 プレイハウス / 11月8日、りゅーとぴあ 新潟市民芸術文化会館劇場 / 11月15日、まつもと市民芸術館 主ホール / 11月20日 - 22日、兵庫県立芸術文化センター 阪急中ホール / 11月27日、札幌市教育文化会館 大ホール / 12月5日、えずこホール（仙南芸術文化センター）大ホール） - ときたまご 役[26]
- リボルバー〜誰が【ゴッホ】を撃ち抜いたんだ？〜（2021年7月10日 - 8月1日、PARCO劇場 / 8月6日 - 15日、東大阪市文化創造館 Dream House 大ホール） - 冴 役[141]
- AOI Pro.コント公演「混頓 vol.7」（2025年11月28日 - 12月1日〈予定〉、TOKYO FM HALL）[142]

## ディスコグラフィ

### シングル
| 枚  | 発売日        | タイトル         | 収録曲 | 規格       | 規格品番     | 順位 |
| --- | ------------- | ---------------- | --- | ---------- | ------------ | ---- |
| 1st | 2010年2月24日 | サクラサク       | 1. サクラサク 2. Brand new way 3. いつかきっとあなたへ 4. サクラサク －Instrumental- 5. Brand new way -Instrumental‐ 6. いつかきっとあなたへ ‐Instrumental‐ | 12cmCD     | AVCD-31805   | 7位  |
| 1st | 2010年2月24日 | サクラサク       | 1. サクラサク 2. Brand new way 3. いつかきっとあなたへ 4. サクラサク －Instrumental- 5. Brand new way -Instrumental‐ 6. いつかきっとあなたへ ‐Instrumental‐ | 12cmCD+DVD | AVCD-31804/B | 7位  |
| 2nd | 2010年8月11日 | 花束             | 1. 花束 2. キセキ 3. 思い出ありがとう 4. 花束 -Instrumental- 5. キセキ -Instrumental- 6. 思い出ありがとう -Instrumental-                                    | CD         | AVCD-31880   | 14位 |
| 2nd | 2010年8月11日 | 花束             | 1. 花束 2. キセキ 3. 思い出ありがとう 4. 花束 -Instrumental- 5. キセキ -Instrumental- 6. 思い出ありがとう -Instrumental-                                    | CD+DVD     | AVCD-31879/B | 14位 |
| 3rd | 2011年3月2日  | 絆               | 1. 絆 2. トドカナイ 3. Wishing on a Star 4. 絆 -Instrumental- 試聴する 5. トドカナイ -Instrumental- 6. Wishing on a Star -Instrumental-                     | CD         | AVCD-48020   | 15位 |
| 3rd | 2011年3月2日  | 絆               | 1. 絆 2. トドカナイ 3. Wishing on a Star 4. 絆 -Instrumental- 試聴する 5. トドカナイ -Instrumental- 6. Wishing on a Star -Instrumental-                     | CD+DVD     | AVCD-48019/B | 15位 |
| 4th | 2012年1月18日 | Darl : orz       | 1. Darl:orz 2. It's All Right 3. Darl:orz (Instrumental) 4. It's All Right (Instrumental)                                                                   | CD         | AVCD-48276   | 16位 |
| 4th | 2012年1月18日 | Darl : orz       | 1. Darl:orz 2. It's All Right 3. Darl:orz (Instrumental) 4. It's All Right (Instrumental)                                                                   | CD+DVD     | AVCD-48275/B | 16位 |
| -   | 2012年7月9日  | Jumping!         | | 配信限定   | -            |      |
| 5th | 2013年3月20日 | 横顔             | 1. 横顔 2. Dearest 3. 横顔 (Instrumental) 4. Dearest (Instrumental)                                                                                         | CD         | AVCD-48668   | 52位 |
| 6th | 2013年6月26日 | ラズベリージャム | 1. ラズベリージャム 2. 師大路夜市 3. ラズベリージャム (Instrumental) 4. 師大路夜市 (Instrumental)                                                           | CD         | AVCD-48700   | 53位 |
| -   | 2013年11月5日 | CHASE THE SUN    | | 配信限定   | -            |      |

### タイアップ
| タイトル         | タイアップ                                                                   | 収録作品         |
| ---------------- | ---------------------------------------------------------------------------- | ---------------- |
| Jumping!         | NHK Eテレ アニメ『はなかっぱ』エンディングテーマ                             | K                |
| ラズベリージャム | テレビ東京系『たけしのニッポンのミカタ!』エンディングテーマ                  | ラズベリージャム |
| 師大路夜市       | NHK Eテレ『テレビで中国語』エンディング曲                                    | ラズベリージャム |
| CHASE THE SUN    | TBSドラマ『ネイルサロン・パリス 〜恋はゆび先から〜』日本版オープニングテーマ | K                |

### アルバム
| 枚  | 発売日        | タイトル | 収録曲 | 規格    | 規格品番        |
| --- | ------------- | -------- | --- | ------- | --------------- |
| 1st | 2011年4月13日 | 心       | 1. サクラサク 2. 白い世界 3. 匿名希望 4. サイダー 5. 涙は魅せない 6. Brave 4 U 7. 浮間舟渡 8. 絆 9. 十九才 10. トドカナイ 11. 風華恋 12. ずっと、いっしょだね 13. 花束                                                                                      | CD      | AVCD-38280      |
| 1st | 2011年4月13日 | 心       | 1. サクラサク 2. 白い世界 3. 匿名希望 4. サイダー 5. 涙は魅せない 6. Brave 4 U 7. 浮間舟渡 8. 絆 9. 十九才 10. トドカナイ 11. 風華恋 12. ずっと、いっしょだね 13. 花束                                                                                      | CD+DVD  | AVCD-38279/B    |
| 2nd | 2016年3月9日  | K        | 1. サクラサク 2016 feat.ドウジ-T 2. Doooooda!! 3. ラズベリージャム 4. 横顔 5. ヒーター 6. Dearest 7. Never Cry 8. CHASE THE SUN 9. 師大路夜市 10. Crazy Days 11. エール・アムール 12. moment 13. じぶんのうた 14. Jumping! 15. White Wedding 16. サクラサク | CD      | AVCD-93417      |
| 2nd | 2016年3月9日  | K        | 1. サクラサク 2016 feat.ドウジ-T 2. Doooooda!! 3. ラズベリージャム 4. 横顔 5. ヒーター 6. Dearest 7. Never Cry 8. CHASE THE SUN 9. 師大路夜市 10. Crazy Days 11. エール・アムール 12. moment 13. じぶんのうた 14. Jumping! 15. White Wedding 16. サクラサク | 2CD+DVD | AVCD-93415〜6/B |

### ミニアルバム
| 発売日        | タイトル         | 収録曲                                                                                        | 規格     | 規格品番     |
| ------------- | ---------------- | --------------------------------------------------------------------------------------------- | -------- | ------------ |
| 2012年3月14日 | Can you hear me? | 1. Can you hear me? 2. Darl:orz 3. キミが… 4. Just Friends 5. Keep 6. 葉桜 7. Beautiful World | CD       | AVCD-38449   |
| 2012年3月14日 | Can you hear me? | 1. Can you hear me? 2. Darl:orz 3. キミが… 4. Just Friends 5. Keep 6. 葉桜 7. Beautiful World | CD+DVD 1 | AVCD-38447/B |
| 2012年3月14日 | Can you hear me? | 1. Can you hear me? 2. Darl:orz 3. キミが… 4. Just Friends 5. Keep 6. 葉桜 7. Beautiful World | CD+DVD 2 | AVCD-38448/B |

### 映像作品
| 発売日        | タイトル                                 | 収録曲 | 規格    | 規格品番   |
| ------------- | ---------------------------------------- | --- | ------- | ---------- |
| 2011年9月28日 | 想 -北乃きい ファースト ワンマン ライヴ- | 1. 涙は魅せない 2. キセキ 3. サイダー 4. 浮間舟渡 5. 絆 6. 元気を出して 7. サクラサク 8. 花束 (EN1) 9. ずっと、いっしょだね (EN2) | DVD     | AVBD-91850 |
| 2013年3月20日 | 想＋a-nation'10                          | 1. 涙は魅せない（想 ファースト ワンマン ライヴ） 2. キセキ（想 ファースト ワンマン ライヴ） 3. サイダー（想 ファースト ワンマン ライヴ） 4. 浮間舟渡（想 ファースト ワンマン ライヴ） 5. 絆（想 ファースト ワンマン ライヴ） 6. 元気を出して（想 ファースト ワンマン ライヴ） 7. サクラサク（想 ファースト ワンマン ライヴ） 8. 花束 (EN)（想 ファースト ワンマン ライヴ） 9. ずっと、いっしょだね (EN)（想 ファースト ワンマン ライヴ） 10. サクラサク (a－nation’10東京公演） 11. 花束 (a-nation'10東京公演） | Blu-ray | AVXD-91675 |